# 臺中市立石岡國民中學
臺中市立石岡國民中學，簡稱石岡國中，是臺灣臺中市石岡區唯一的國民中學。

## 校園
南背山，正面對大甲溪，東北方可見大雪山。共分三段，前段為教學、行政區，隔著寬約四米斜坡，高約兩米半、長約八十米，枝葉伕疏的杜鵑花圃，再往上便是成行成蔭的菩堤樹，中段為２００公尺長紅磚粉跑道運動場，場東更有一片約４０╳３０平方公尺綠草如茵的草坪及二層造的六間大專科教室一棟，後段為隔著４米高的斜坡、階梯式的看台便是籃、網、排球練習球場，更南的斜坡上為綠色原生種的雜木林區。

## 學區
- 涵蓋石岡區全境。

## 外部連結
- 台中市立石岡國民中學